# オーギュスト・グラジウ

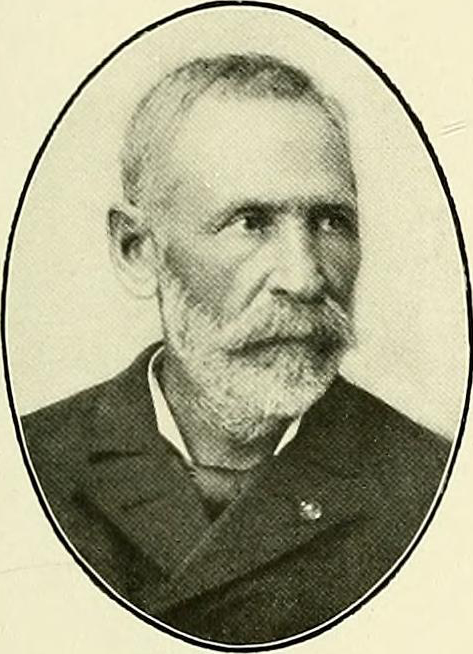

オーギュスト・フランソワ・マリー・グラジウ（Auguste Francois Marie Glaziou、1833年8月30日 - 1906年）ブラジルで活躍したフランス人建設エンジニア・造園家。植物学者。ブルターニュ・ランニオン生まれ。
1894年から1895年にかけて行われたブラジル連邦首都選定調査クルルス第二次調査団に加わり、建設候補地（現在のブラジリアの地）を発見している。

## 人物
学校を土木工学の専攻で卒業後、植物学を修めようとパリ自然史博物館で農業および園芸の知識を深める。
1858年、25歳のときに時の皇帝D.ペドロ二世に乞われブラジルに渡り、王族の公園や邸宅の庭園整備を手がけ、1869年にはリオ・デ・ジャネイロで国家公認の造園建設官に任命され、キンタ・ダ・ボア・ヴィスタなど数々の場所のランドスケープデザインを担当している。
グラジオウは、広場と通りにbignonia（「Glaziovia」）、及びmanicoba （「カサバ・glaziovii」）など、発掘した自身の名前を取った植物種をブラジルの固有植物として採用。リオデジャネイロは宗教的なイチジクの木（インドボダイジュ）を導入。
また、ブラジルでの任期の間に、広範な植物の収集に参加。1897年にフランスに戻り、ボルドーに定住。個人で植物標本に取り組んでいる。
Neoglaziovia属など多数の植物種は彼にちなんで命名されている。
植物学者でストラスブール大学医学部教授アントワーヌ＝ローラン＝アポリネール・フェ（1789-1874）と2巻の『情熱的隠花植物（Cryptogames vasculaire）（フジェール、lycopodiacees、hydropteridees、equisetacees）デュブレジル』（1869年から1873年）といった共著がある。

## 実績

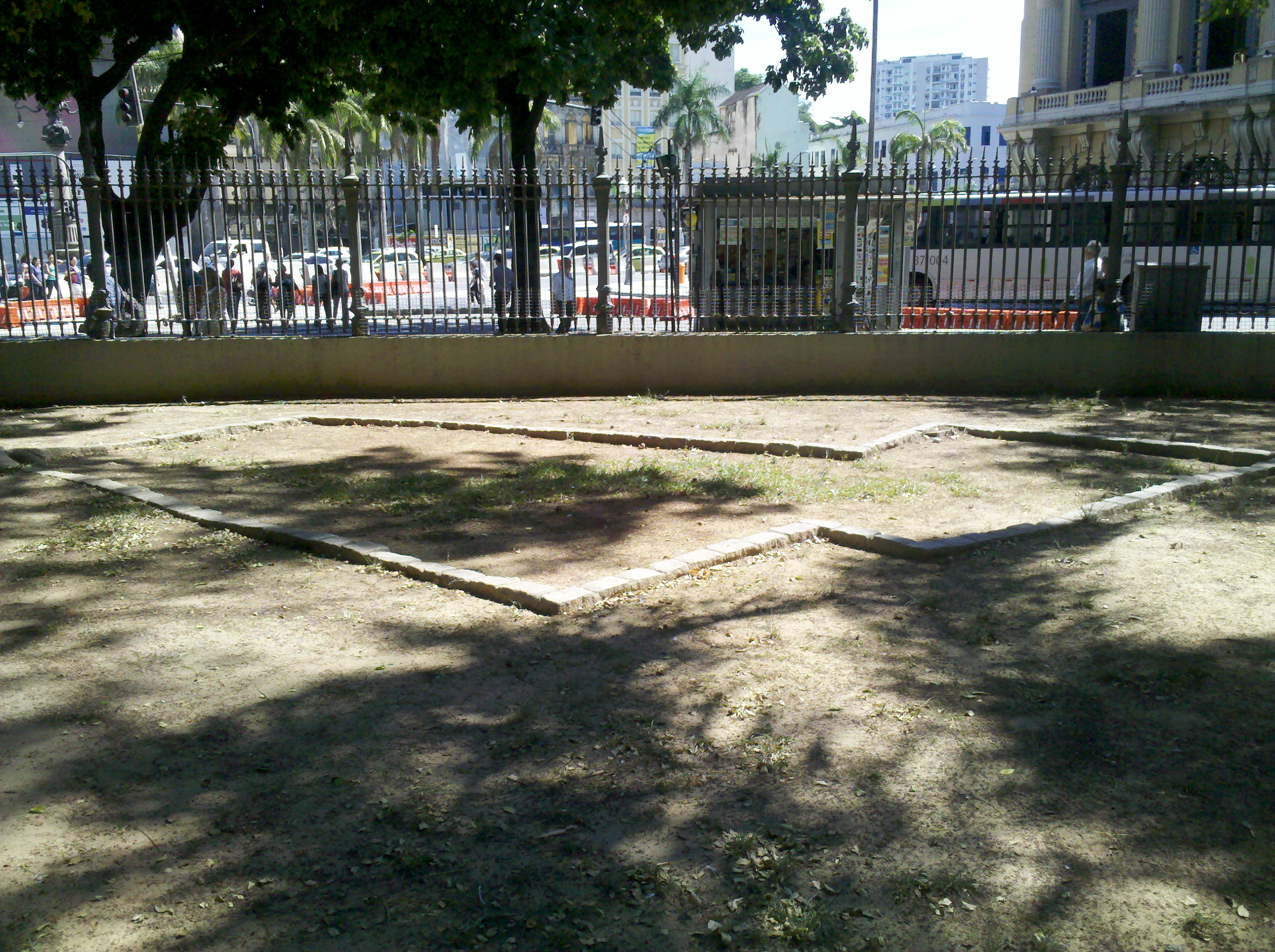
リオデジャネイロ - 領域区切。公園の改修時にオーギュストグラジオウが住んでいたコテージに位置したパブリックガーデン、写真：マルコスファリア

今日の時代まで伝えられているドキュメンテーション「土地に従って」(Deacordo com TERRA、1998)によると、グラジオウの作品は三つの主要なグループに分類されうる。
- 一部の歴史家、文筆家の意見（文書化されていない）から定められるグループは、以下：
  - Tiradentes広場
  - ラルゴ・デ・サン・フランシスコ・デ・パウラ
  - カテテ宮殿の庭
  - マルケサ・デ・サントス邸庭（第一帝政博物館）、以上、リオ・デ・ジャネイロ市。
  - サンパウロ市ジュイス・デ・フォーラ街Acclimatation庭園、マリアーノProcopio旧庭牧場、現在のマリアーノProcopio博物館。

- 彼自身が言及し自身によって署名された文書から定められるプロジェクトのグループは、以下：
  - リオ・デ・ジャネイロの街で旧D.ペドロ二世コメルシオ、現在のスペイン・デ・NovembroXV世広場。
  - ペトロポリス王族の庭、現在の帝国博物館街。
  - ノバフリブルゴ・セントクレメント旧公園（シャレー、現在はマンションとノバフリブルゴカントリークラブ）
  - ノバフリブルゴのジェトゥリオ・ドルネレス・ヴァルガス記念広場。

- 最後のグループ、最も重要で豊富なドキュメントとなるプロジェクトと同時進行、そこにある彼自身の作品は、実績からなる：
  - パブリックガーデン改修プロジェクト、1864年
  - キンタ・ダ・ボア・ヴィスタの庭、1869年
  - カンポ・デ・サンタナ （1873-1880）

(以上、リオデジャネイロの街中)
- - かつてのプリンセスイザベル広場（ノバフリブルゴ）、現在のジェトゥリオ・ドルネレス・ヴァルガス広場に起因している。